# Myriam Baverel
Myriam Baverel (* 14. Januar 1981 in Chambéry) ist eine ehemalige französische Taekwondoin.
Baverel nahm seit 1997 an internationalen Wettkämpfen teil. Bei der Junioreneuropameisterschaft in Patras und der Europameisterschaft 1998 in Eindhoven schied sie aber zunächst nach ihren Auftaktkämpfen aus. Sie qualifizierte sich für die Olympischen Spiele 2000 in Sydney, wo sie in der Klasse über 67 Kilogramm das Viertelfinale erreichte, dort jedoch gegen Adriana Carmona ausschied. Ihre erste internationale Medaille erkämpfte sich Baverel bei der Weltmeisterschaft 2003 in Garmisch-Partenkirchen. In der Klasse bis 72 Kilogramm zog sie ins Finale gegen Luo Wei ein und gewann die Silbermedaille. Im folgenden Jahr feierte Baverel ihren sportlich größten Erfolg. Sie qualifizierte sich in der Klasse über 67 Kilogramm für ihre zweiten Olympischen Spiele in Athen. Dort erreichte sie mit zwei Auftaktsiegen das Halbfinale, wo sie Nadin Dawani knapp bezwang. Im Finale gegen Chen Zhong verlor sie letztlich deutlich und gewann Silber.
Nach den Spielen beendete Baverel ihre aktive Karriere. Als Leiterin von Jugendlehrgängen blieb sie dem Taekwondo weiter verbunden.